# كفر نوران
كفر نوران  قرية سوريّة تتبع إداريّاً لمحافظة حلب منطقة الأتارب ناحية أبين سمعان، بلغ تعداد سكانها 3,729 نسمة حسب التعداد السكاني لعام 2004.